# Sahm (Einheit)
Sahm war ein ungarisches Volumenmaß und seine Verwendung war das eines Kohlenmaßes.
Der Begriff leitet sich von Saum bzw. Soma ab (siehe Ohm) und kann als ein Viertel eines Fuders angesehen werden.
- 1 Sahm =  7 Kubikfuß (preuß.)[2] etwa 215 Liter

Seine Abmessung war 34 Zoll lang und 30 Zoll breit. Die Höhe betrug 12 Zoll. Im Praktischen rechnete man die Menge von zwei Sahm als Last für ein Pferd. Diese Menge wurde auf zwei Säcken aufgeteilt. 